# Panceta asada

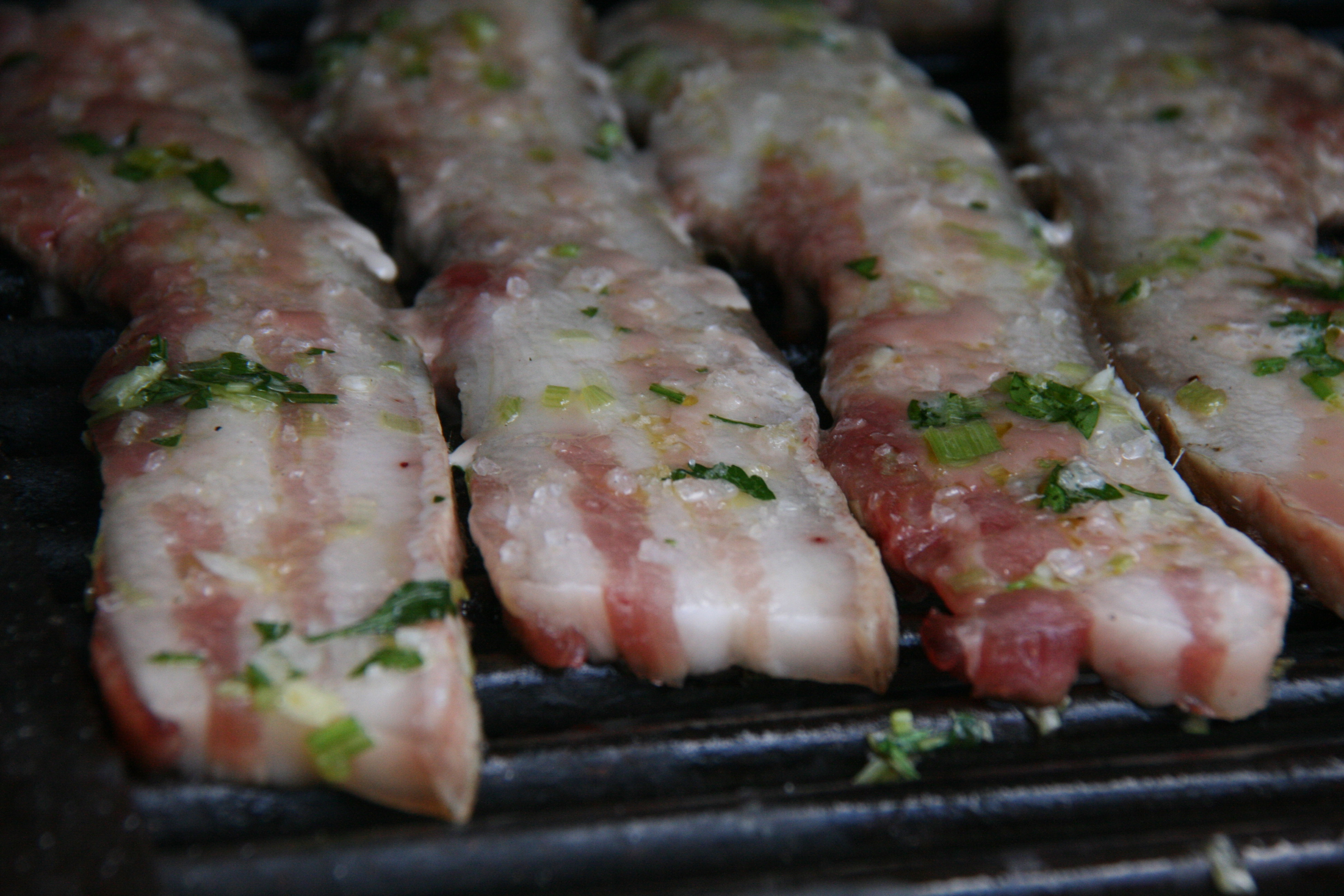
Panceta asada con perejil y ajo.

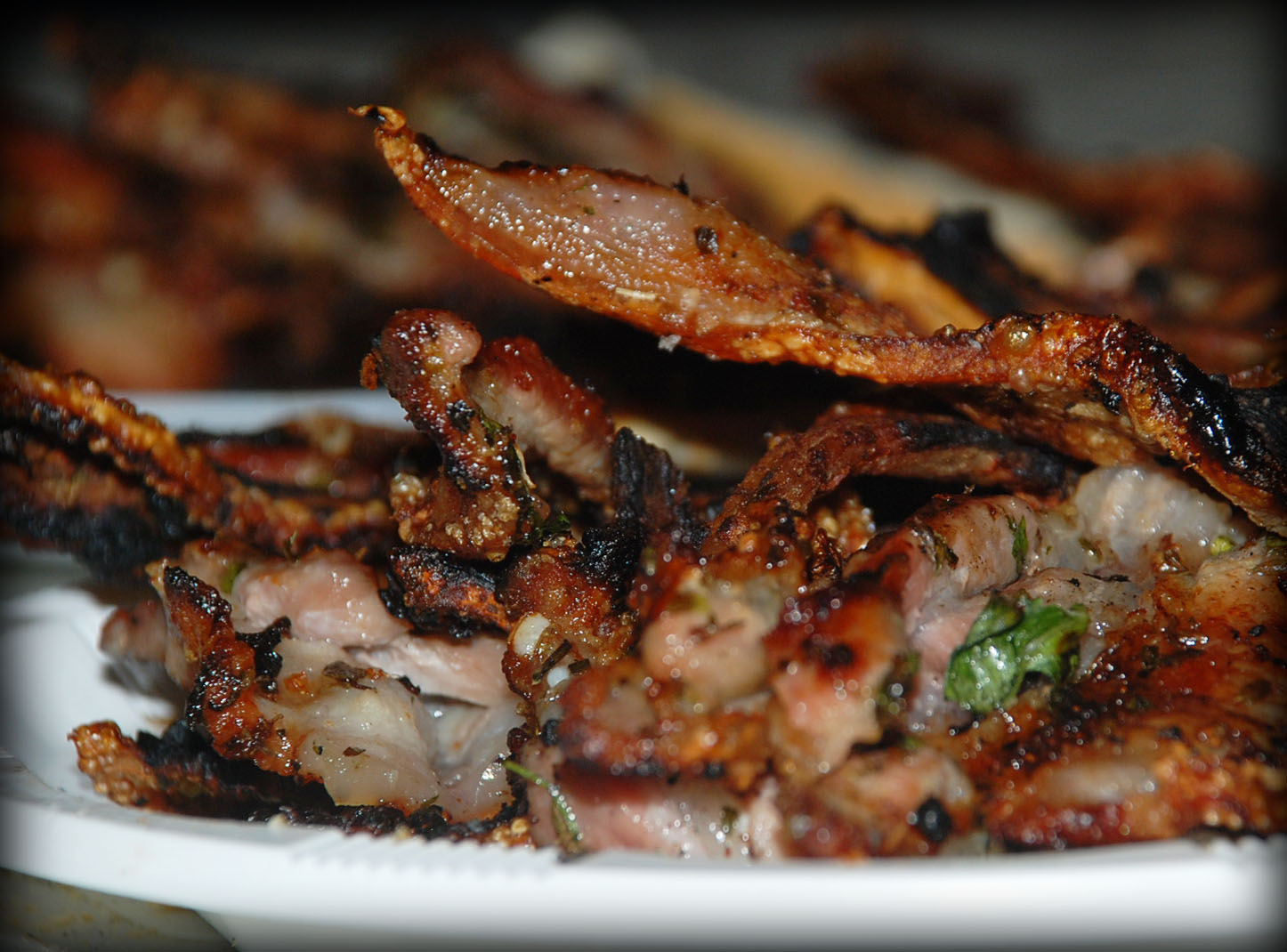
La panceta asada

La panceta asada es una preparación típica de la cocina palentina. Es un ingrediente que suele acompañar los asados castellanos al aire libre con el objeto de celebrar o festejar eventos populares. La panceta al ser cortada en tiras suele ser la primera vianda que suele estar preparada en los asados y por lo tanto, la primera en ser servida como entrante. Puede ser servida como parte de un asado o como acompañamiento de otros platos.

## Usos
En otras cocinas españolas como puede ser la madrileña se suele emplear la panceta asada como ingrediente en la elaboración de bocadillos (bocadillo de panceta) durante las celebraciones populares y verbena. En la Gastronomía de Sichuan se elabora una panceta asada, así como el Siu yuk. 